# Schweizerische Lebensrettungs-Gesellschaft
 Die Schweizerische Lebensrettungs-Gesellschaft SLRG (französisch Société Suisse de Sauvetage SSS, italienisch Società Svizzera di Salvataggio SSS, rätoromanisch Societad Svizra da Salvament SSS) ist eine Wasserrettungsorganisation in der Schweiz mit ca. 23.000 Mitgliedern. Die SLRG wurde im Jahr 1933 gegründet und verfolgt das Ziel, durch Präventionsarbeit und Ausbildung von Rettungsschwimmern die Zahl der Wasser- und Ertrinkungsunfälle zu verringern.

## Organisation
Die Gesellschaft setzt sich aus rund 130 Sektionen (Stand: Juli 2015) verteilt in der ganzen Schweiz zusammen. Diese eigenständigen, gemeinnützigen Vereine gliedern sich in sechs Regionen:
- SLRG Region Nordwest: 27 Sektionen
- SLRG Region Ost: 18 Sektionen
- SLRG Region Zentral: 13 Sektionen
- SLRG Region Zürich: 26 Sektionen
- SSS Région Romande (französisch): 32 Sektionen
- SSS Regione Sud (italienisch): 14 Sektionen

Die Vertreter der SLRG-Regionen und -Sektionen bilden zusammen mit den ebenfalls stimmberechtigten Vertretern der Kollektivmitglieder an der jährlich stattfindenden Delegiertenversammlung das höchste Organ des nationalen Verbandes.
Die SLRG Schweiz ist wiederum Mitglied in folgenden Dachorganisationen:
- Schweizerisches Rotes Kreuz
- Swiss Olympic Association
- International Life Saving Federation

Die SLRG ist von der ZEWO als gemeinnützig anerkannt.

### Kollektivmitglieder
Partnerorganisationen, die sich in der ganzen Schweiz aktiv in der Ausbildung von Rettungsschwimmern engagieren, werden von der SLRG als Kollektivmitglied aufgenommen. Dazu gehören folgende Organisationen (Stand: Juli 2015):
- Schweizer Armee
- Grenzwachtkorps GWK
- Polizeischulen Schweiz
- Schweizerischer Badmeister-Verband SBV

### Zentralvorstand
Der Zentralvorstand wird durch den Präsidenten, den Vizepräsidenten, Vertretern der sechs SLRG Regionen sowie einzelner Fachbereiche gebildet und umfasst in der Regel rund 10 Mitglieder. Die von der Delegiertenversammlung gefällten Beschlüsse werden vom Zentralvorstand auf strategischer Ebene weiterentwickelt. Zudem ist der Zentralvorstand für die Wahl des operativen Geschäftsführers sowie der Mitglieder der Fachgruppen verantwortlich.

### Geschäftsstelle
Die Geschäftsstelle in Sursee kümmert sich um die operativen Aufgaben innerhalb des Verbandes. Sie steht unter der Leitung des Geschäftsführers sowie der Geschäftsleitung, welche durch 3–4 Mitarbeiter der Geschäftsstelle gebildet wird.
Zu den Aufgaben der Geschäftsstelle gehören unter anderem:
- die Weiterentwicklung und Pflege des Ausbildungsangebotes,
- die Durchführung von nationalen Präventionskampagnen,
- die Mittelbeschaffung durch Fundraising und Sponsoring,
- die Verbandskommunikation,
- die Organisation und Durchführung von nationalen Events (Delegiertenversammlung, Schweizermeisterschaften, Jugendlager etc.),
- die Koordination der Arbeit in den Fachgruppen sowie
- die Pflege der nationalen Datenbank zur Erfassung von ausgebildeten Rettungsschwimmern.

### Fachgruppen
Unter der Leitung der Geschäftsstelle werden folgende Fachgruppen geführt (Stand: Juli 2015):
- Fachgruppe Jugend
- Fachgruppe Pool
- Fachgruppe See
- Fachgruppe Fluss
- Fachgruppe Hypothermie
- Fachgruppe Erste Hilfe
- Fachgruppe Sicherungsdienst
- Fachgruppe Kaderbildung

Die ehrenamtlich tätigen Mitglieder der Fachgruppen kümmern sich unter der Leitung der Geschäftsstelle um die Entwicklung und Pflege der Angebote in den entsprechenden Fachbereichen.

### Christophorus-Stiftung
Die Christophorus-Stiftung der SLRG zeichnet Lebensretter aus, die Menschen in Notsituationen im und am Wasser Hilfe geleistet haben. Die Ehrungen reichen dabei von einfachen Dankesschreiben über Diplome bis hin zur Verleihung von Ehrenmedaillen. Ausgezeichnet werden in erster Linie Laienretter. Der Stiftungsrat besteht aus Vertretern der sechs SLRG Regionen sowie dem Präsidenten der Christophorus-Stiftung.

## Geschichte
Seit der Gründung im Jahr 1933 konnte die SLRG viele innovative Projekte umsetzen. Die wichtigsten Eckdaten aus der Chronik sind:
- 1933 Gründung der SLRG
- 1945 Initiativ-Vorschlag der SLRG an das SRK, die Blutspendeaktion zu organisieren
- 1947 Mitglied im Schweizerischen Landesverband für Sport SLS
- 1950 Antrag zur Vereinheitlichung der Wiederbelebungsmethode (SRK, Samariterbund, Militärsanitäter, Elektrotechn. Verein)
- 1952 Einstieg in die Bergrettung Gründung der Rettungsflugwacht SRFW.
- 1955 Einführung des Jugendbrevets zusammen mit dem SRK
- 1956 Mitglied im Interverband für Schwimmen (IVSCH), seit 2002 swimsports.ch
- 1959 Pionierarbeit der Ärztekommission. Einführung der Mundbeatmung in Organisationen wie Armee, SRK, Zivilschutz, Alpenclub, Samariter, U.S. Army u. a.
- 1960 Gründung der unabhängigen Rega
- 1961 Zusammenarbeit mit dem neu gegründeten Interverband für Rettungswesen IVR
- 1963 Das SRK räumt der SLRG das Recht ein, das rote Kreuz im Logo zu tragen
- 1969 Vereinigung mit dem Schweizerischen Rettungsschwimmerverband SRV
- 1970 Zusammenarbeit mit dem Unterwassersportverband SUSV, Zusammenarbeit mit BfU und SUVA
- 1982 Beitritt zum Schweizerischen Roten Kreuz
- 2006 Die SLRG ruft die Präventionskampagne „Das Wasser und ich“ für Kindergärten ins Leben
- 2008 Schweizweite Petition für „Schulschwimmen für alle“
- 2011 Einführung der modularen Ausbildungsstruktur
- 2012 Produktion Präventionsfilm „Lautloses Ertrinken“[3]
- 2012 Die Schweizerkarte der Rettungsschwimmer "aquamap.ch"[4] wird veröffentlicht und ist im gleichen Jahr als App verfügbar
- 2013 Reorganisation Führungsstruktur SLRG Schweiz

## Ausbildung
Die Sektionen der Schweizerischen Lebensrettungs-Gesellschaft SLRG bieten modular gegliederte Ausbildungen für Rettungsschwimmer an. Das Augenmerk der Ausbildungen richtet sich seit einigen Jahren vermehrt auf die Prävention von Wasserunfällen. Daneben wird vermittelt, wie bei einem Unfall im oder am Wasser Hilfe geleistet werden kann, ohne dass sich der Retter dabei selber in Gefahr begibt.

### Ausbildungen für Jugendliche
Für Jugendliche Rettungsschwimmer ab vollendetem zehntem Lebensjahr bietet die SLRG spezielle Ausbildungen an. Neben der Vermittlung von Präventionsthemen ermöglichen diese Kurse einen altersgerechten Einstieg in die Tätigkeiten der Rettungsschwimmer:
- SLRG Jugendbrevet
- SLRG Jugend Erlebnismodul

### Ausbildungen im Pool
Die Ausbildung zum Rettungsschwimmer beginnt in der Schweiz im Schwimmbecken. Die unterschiedlichen Leistungsniveaus bauen aufeinander auf:
- SLRG Brevet Basis Pool (für Aufsichtspersonen in überwachten Schwimmbecken)
- SLRG Brevet Plus Pool (für Aufsichtspersonen in nicht überwachten Schwimmbecken)
- SLRG Brevet Pro Pool (für professionelle Badangestellte)

### Ausbildungen im Freigewässer
Die grosse Anzahl an Freigewässern in der Schweiz stellen besondere Anforderungen an die Wasserrettung. Die SLRG bietet für unterschiedliche Gewässertypen spezifische Lehrgänge an:
- SLRG Modul See (stehende Gewässer)
- SLRG Modul Fluss (fliessende Gewässer)
- SLRG Modul Hypothermie (Kaltwasser)

### Ausbildungen in Erster Hilfe
Die Ausbildung zum Rettungsschwimmer beinhaltet auch Grundkenntnisse in Erster Hilfe. Die SLRG bietet dazu folgende Lehrgänge an:
- Modul BLS-AED (Herz-Lungen-Wiederbelebung und Automatisierter Externer Defibrillator)
- Modul Nothilfe (anerkannt für Führerausweisbewerbende gemäss Art. 10 Verkehrszulassungsverordnung)

### Sonstige Ausbildungen
Ausgebildet Rettungsschwimmer können sich in zusätzlichen Bereich weiterbilden:
- SLRG Modul WaBo (siehe Präventionskampagne „Das Wasser und Ich“)
- SLRG Modul Verantwortlicher Sicherungsdienst

### Kaderstufe
Die Kaderstufe umfasst alle Kursleiterausbildungen der SLRG. Folgende Niveaus werden dabei unterschieden:
- Stufe Expert (für Ausbildner auf der Grundstufe)
- Stufe Instruktor (für Ausbildner auf Stufe Expert)

Die Ausbildung auf Stufe Expert beginnt mit Vorkursen in Methodik und Verbandslehre. Nachdem diese Vorkurse absolviert sind, folgt die fachspezifische Ausbildung (Pool, See, Fluss etc.), welche alle zwei Jahre aktualisiert werden muss. Für eine Tätigkeit auf der Stufe Instruktor werden eine gültige Ausbildung auf Stufe Expert im entsprechenden Fachbereich sowie die regelmässige Teilnahme an Fachtagungen vorausgesetzt.

### Ausbildungen vor 2011
Vor der Modularisierung der Ausbildungsstruktur im Jahr 2011 bildete das Brevet I Rettungsschwimmen in Kombination mit CPR- und Nothilfekursen den Hauptbestandteil des Ausbildungsangebotes der SLRG. Ergänzend wurden Freitauch- und Freiwasserkurse als mögliche Weiterbildungen angeboten. Die Kursleiterausbildung bestand aus dem Brevet II Rettungsschwimmen und entsprechenden Zusatzausbildungen für CPR, Erste Hilfe usw.
Bestehende Brevet I können über den neuen Wiederholungskurs Pool (WK Pool) in eine aktuelle Ausbildung umgewandelt werden.

## Prävention
Neben der Ausbildung von Rettungsschwimmern engagiert sich die Schweizerische Lebensrettungs-Gesellschaft SLRG vermehrt in der Prävention von Wasser- und Ertrinkungsunfällen. Dabei setzt die SLRG auf ein breit gefächertes Angebot an Präventionskampagnen.

### Präventionsregeln
Die 4 × 6 Präventionsregeln der SLRG bilden die Grundlage der Prävention von Wasserunfällen in der Schweiz. Die Verhaltensregeln werden in folgende vier Kategorien unterteilt:
- 6 Baderegeln
- 6 Flussregeln
- 6 Eisregeln
- 6 Freitauchregeln

### Präventionskampagne „Das Wasser und Ich“
Speziell geschulte Rettungsschwimmer besuchen die vier- bis siebenjährigen Kinder im Kindergarten. Sie fördern auf positive und spielerische Weise die Freude der Kinder am Wasser und bringen ihnen das sichere Verhalten im und am Wasser bei. Begleitet werden die so genannten Wasserbotschafter von Pico, dem herzigen Wassertropfen aus Plüsch. Für die Kinder ist es vor allem Pico, der ihnen 10 wichtigen Wasserbotschaften beibringt.

### aquamap.ch
"aquamap.ch" – die Schweizerkarte der Rettungsschwimmer – wurde 2012 als Desktopversion sowie als App veröffentlicht. Ziel der Kampagne ist die Erstellung eines umfassenden Nachschlagewerks für besonders schöne oder gefährliche Badestellen und Flussabschnitte in der Schweiz. Damit reagiert die SLRG auf die Tatsache, dass sich die meisten tödlichen Wasserunfälle in der Schweiz in Freigewässern ereignen.

## Wettkämpfe
Die SLRG veranstaltet jedes Jahr die Schweizer Meisterschaft der Wasserrettung, auf regionaler Ebene finden ebenfalls jährlich Wettkämpfe statt. Zudem gibt es von einzelnen Sektionen veranstaltete überregionale Wettkämpfe.
Die Schweizer Meisterschaften der Jugend (11–16-Jährige) finden alle zwei Jahre statt.

## Schwestergesellschaften
Die SLRG ist vergleichbar mit der DLRG (Deutsche Lebensrettungs Gesellschaft) in Deutschland.

## Besonderes
Die langjährigen Verdienste der SLRG wurden im Jahr 2008 von der Schweizerischen Post mit einer Briefmarke gewürdigt. Die Marke zeigt einen auf dem Wasser schwimmenden Rettungsring, flankiert von den Ziffern 1 und 0. Die daraus entstehende Zahl 100 gibt den Wert der 1-Franken-Briefmarke an.